# River Plate
Der Club Atlético River Plate, allgemein bekannt als River Plate (zur Unterscheidung im deutschsprachigen Raum seltener auch River Plate Buenos Aires), ist ein 1901 gegründeter Sportverein aus der argentinischen Hauptstadt Buenos Aires. Die Mannschaft spielt in der Primera División und trägt ihre Heimspiele im Estadio Monumental Antonio Vespucio Liberti (auch El Monumental genannt) im Stadtviertel Belgrano aus. River Plate ist Argentiniens Rekordmeister.

## Geschichte

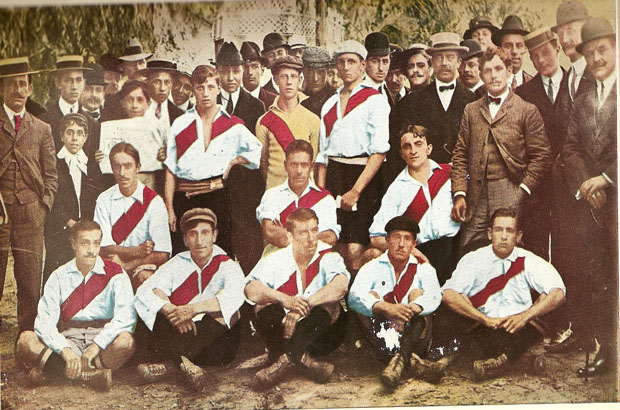
Das Team, das 1908 den Aufstieg in die erste Liga erreichte.

Wie sein größter Rivale Boca Juniors wurde auch River Plate im Stadtteil La Boca gegründet. Der Vereinsname geht auf die River Plate Fresh Meat Company zurück, die gekühltes Fleisch nach Großbritannien exportierte. 1938 zog der Verein in den Stadtteil Nuñez um. Die Spiele zwischen River Plate und den Boca Juniors, Superclásicos genannt, spalten die Nation in zwei Lager.
River Plate spielte 1909 erstmals in der ersten argentinischen Liga und feierte 1920 seinen ersten Meistertitel. Ab 1923 trug der Verein seine Heimspiele im Estadio Alvear y Tagle im Stadtteil Recoleta aus. 1938 erfolgte der Umzug ins Estadio Monumental Antonio Vespucio Liberti. Seinen Spitznamen Los Millonarios („die Millionäre“) erhielt der Klub Anfang der 1930er-Jahre wegen seiner Spielertransfers, die großteils mit Gold bezahlt wurden.
2011 musste River Plate nach 80 Jahren in die Primera B Nacional absteigen. Zwar stand man nach der Hinrunde auf Platz 9 von 20 und nach der Rückrunde sogar auf Rang 6, doch in der entscheidenden Dreijahreswertung lag River Plate nach den zwei sehr schwachen Vorsaisons nur auf Position 17. Die Relegationsspiele gegen den Zweitligavertreter CA Belgrano endeten 0:2 und 1:1. Dabei kam es im Rückspiel im eigenen Stadion kurz vor Ende der Partie zu so schweren Ausschreitungen, dass die Asociación del Fútbol Argentino River Plate für fünf Partien der 2. Liga das Heimrecht im Monumental entzog. Dem Verein gelang allerdings der direkte Wiederaufstieg.
2014 gelang neben dem Gewinn des Torneo final auch ein Sieg in der Copa Sudamericana. Ein Jahr später konnte schließlich die Copa Libertadores zum dritten Mal gewonnen werden. In beiden Jahren gelang zudem der Gewinn der Recopa Sudamericana. 2018 konnte der Erfolg in der Copa Libertadores wiederholt werden. Der Sieg berechtigte zur Teilnahme an der FIFA-Klub-Weltmeisterschaft 2018. Hier war River direkt fürs Halbfinale gesetzt, schied in dem Spiel aber gegen den Al Ain Club im Elfmeterschießen aus.

## Titel und Rekorde
River Plate führt die Ewige Tabelle in Argentinien unangefochten vor den Boca Juniors an. Neben dem Titel des argentinischen Rekordmeisters reichte es bei CONMEBOL-Wettbewerben nur zur Rekordteilnahme, die meisten internationalen Titel gingen bisher an Boca.
River Plate hat den Weltpokal einmal (1986), die Copa Libertadores viermal (1986, 1996, 2015 und 2018), die Copa Interamericana einmal (1987), die Supercopa Sudamericana einmal (1997) und die argentinische Meisterschaft 37-mal gewonnen. Zudem gewann man 2014 zum ersten Mal die Copa Sudamericana.

### Nationale Titel

#### Meisterschaft
River Plate gewann bisher insgesamt 38 nationale Meistertitel: 22 Titel bis 1990, dann, nach der Umstellung auf das Apertura/Clausura-System, je sechsmal Apertura und Clausura, zuletzt 2014. Hinzu kommt ein Amateur-Staatsmeistertitel und der Final-Titel aus dem Jahr 2014.
- Argentinischer Amateurmeister: 1908 (2. Liga), 1920 (1. Liga)
- Argentinischer Meister: 1932, 1936, 1936 (Oro), 1937, 1941, 1942, 1945, 1947, 1952, 1953, 1955, 1956, 1957
- von 1967 bis 1985 zwei Meisterschaften pro Jahr: Metropolitana / Nacional: 1975 (Metropolitana), 1975 (Nacional), 1977 (Metropolitana), 1979 (Metropolitana), 1979 (Nacional), 1980 (Metropolitana), 1981 (Nacional)
- ab 1985 wieder eingleisig: 1986, 1990
- ab 1991 Umstellung auf Apertura/Clausura-System: 1991 (Apertura), 1993 (Apertura), 1994 (Apertura), 1996 (Apertura), 1997 (Clausura), 1997 (Apertura), 1999 (Apertura), 2000 (Clausura), 2002 (Clausura), 2003 (Clausura), 2004 (Clausura), 2008 (Clausura), 2014 (Torneo final)
- ab 2014 wieder eingleisig: 2021, 2023
- Argentinischer Pokal: 2016, 2017, 2019
- Argentinischer Superpokal: 2017, 2019, 2023

#### Andere nationale Titel
Es wurden von 1905 bis 2006 insgesamt 122 offizielle nationale Pokale ausgespielt. River hält mit 18 gewonnenen Titel auch hier den Rekord, gefolgt von den Boca Juniors mit 17 Titeln. Auch bei inoffiziellen Wettbewerben konnte River Pokale gewinnen. Diese wurden meist unregelmäßig und nicht durch die AFA oder der CONMEBOL organisiert.
AFA:
- Copa Competencía Jockey Club: 1914
- Copa de Competencía: 1932
- Copa Dr. Carlos Ibarguren: 1937, 1941, 1942, 1952
- Copa Adrían Escobar: 1941
- Copa Campeonato: 2014

Andere:
- Copa Iberoamericana: 1964
- Copa Feria del Cali: 1965
- Copa San Martín de Tours: 1965, 1971, 1972, 1977, 1978, 1988, 1989, 1993, 1996
- Copa Ciudad de Buenos Aires: 1969
- Liguilla Pre-Libertadores: 1976, 1989, 1992, 1999
- Trofeo Villa de Madrid: 1978
- Torneo de Mar del Plata: 1979
- Copa de Oro: 1982, 1986 2×, 1989, 1995
- Copa Municipalidad General Pueyrrédon: 1987
- Copa Ciudad de Mar del Plata: 1990
- Trofeo Día de los Museos Municipales: 1990
- Copa Revancha: 1993, 1995, 1996, 1997, 2002, 2004, 2008
- Copa Desafío: 1995, 1996, 1997, 2002, 2006
- Copa Pepsi: 1997
- Copa Ciudad de Córdoba: 2000
- Copa de Campeones: 2004
- Copa Amadeo Carrizo: 2004

### Offizielle Turniere zwischen Argentinien und Uruguay
Die Turniere wurden bis 1955 zwischen den beiden Landesmeistern ausgetragen.
- Copa de Honor: 1912
- Copa de Competencia: 1914
- Copa Aldao: 1936, 1937, 1941, 1945, 1947, 1955

### Internationale Titel
- Weltpokal: 1986
- Copa Libertadores: 1986, 1996, 2015, 2018
- Copa Sudamericana: 2014
- Recopa Sudamericana: 2015, 2016, 2019
- Copa Interamericana: 1987
- Supercopa Sudamericana: 1997
- Copa Suruga Bank: 2015
- Supercopa Euroamericana: 2015

## El Monumental

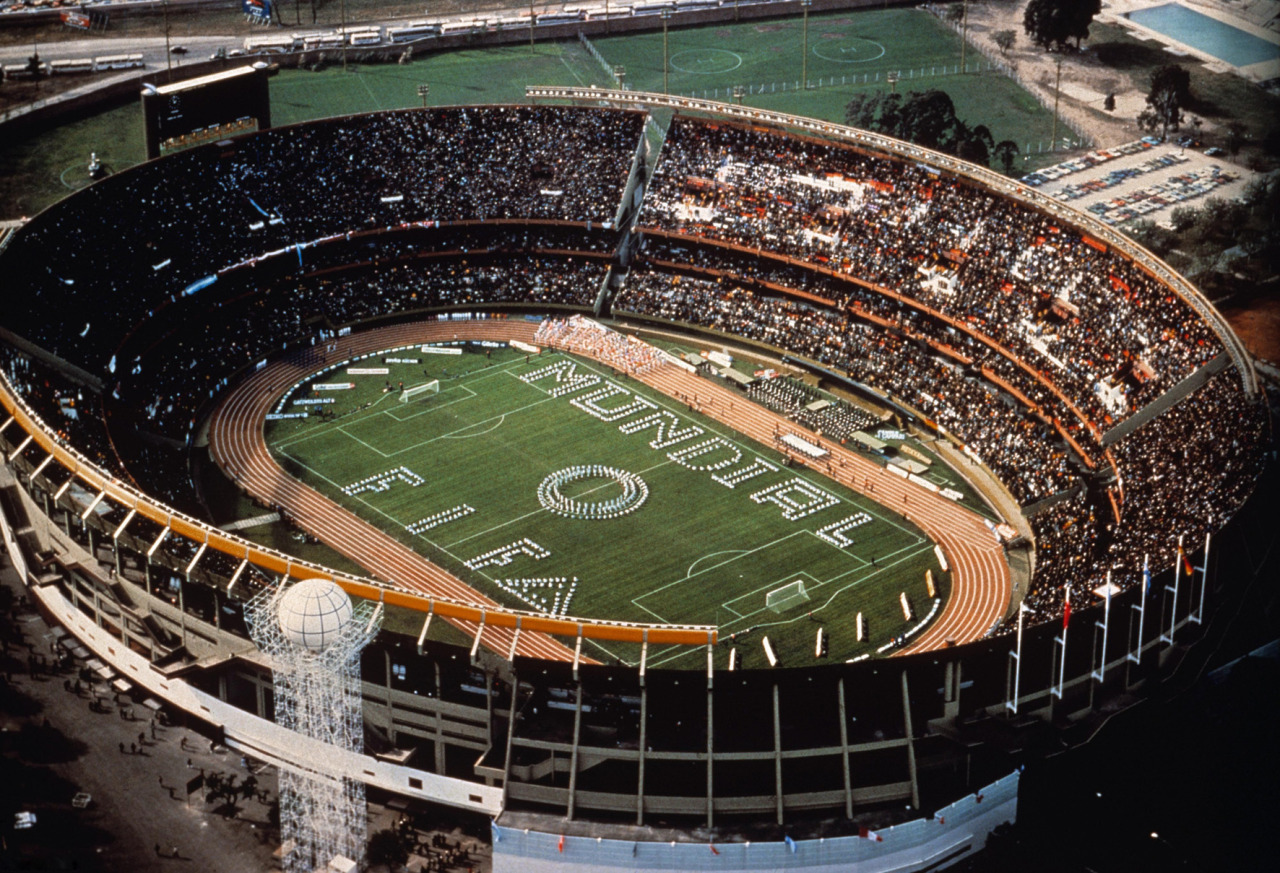
Das Estadio Monumental während der Eröffnung der FIFA Fußball-Weltmeisterschaft 1978

Das Estadio Monumental Antonio Vespucio Liberti wurde nach dem ehemaligen Klubpräsidenten Antonio Vespucio Liberti benannt. Es befindet sich im Stadtteil Belgrano nahe an der Grenze zu Núñez und hat eine Kapazität von 83.198 Besuchern.
El Monumental wurde von 1936 bis 1938 erbaut und am 25. Mai 1938 mit einem Spiel zwischen River und dem uruguayischen Klub Peñarol Montevideo (3:1) eröffnet.
Für die Fußball-Weltmeisterschaft 1978 wurde das Stadion renoviert. Das Eröffnungsspiel und das Finale der Weltmeisterschaft wurden im El Monumental ausgetragen, das damals noch eine Kapazität von 76.600 hatte.

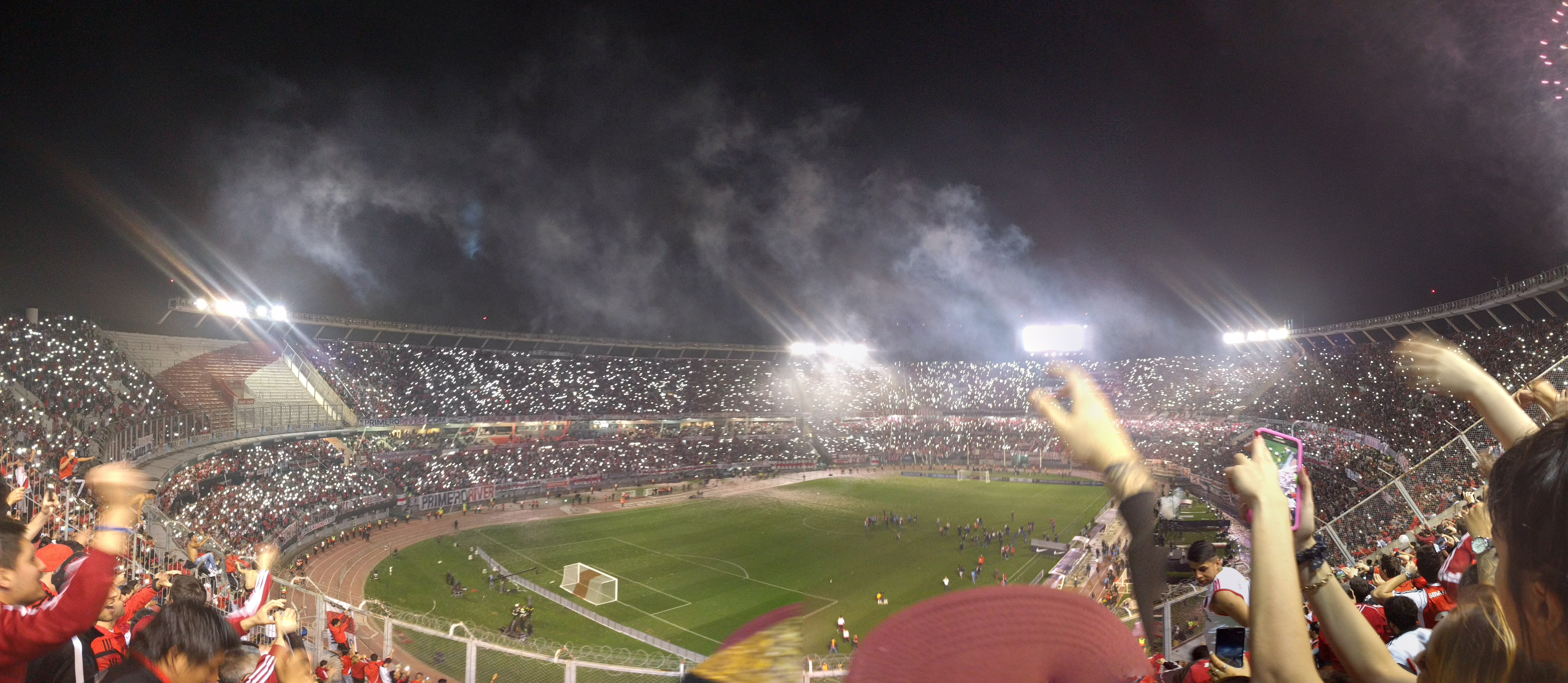
Panorama des Estadio Monumental

## Das Trikot

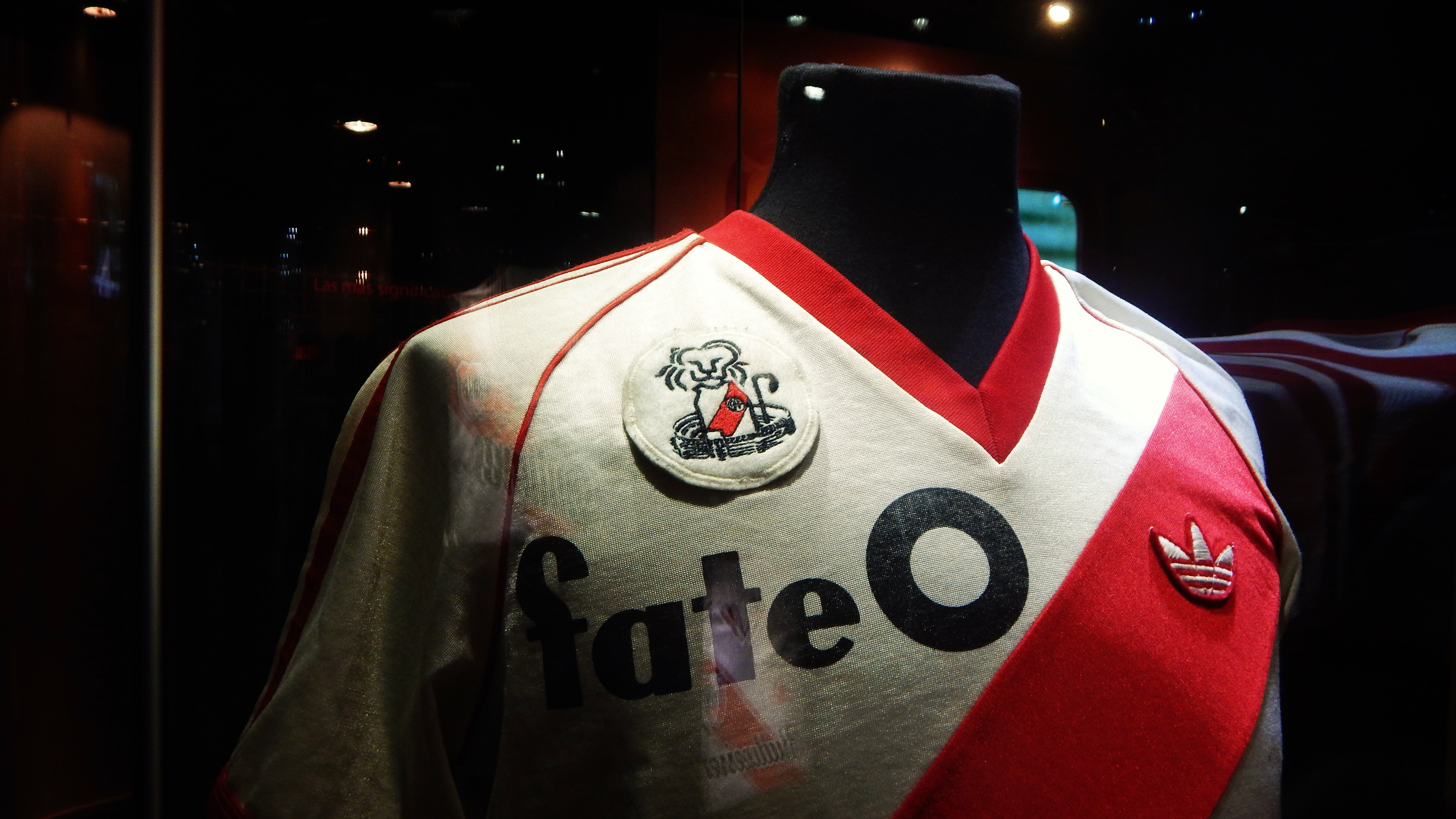
Heimtrikot von 1985

Das Trikot mit dem markanten Diagonalstreifen wird schon seit dem Jahr der Gründung verwendet. Angeblich soll es 1907 ein Entscheidungsspiel mit Boca um die Vereinsfarben Rot und Weiß gegeben haben, welches offensichtlich von River Plate gewonnen wurde.

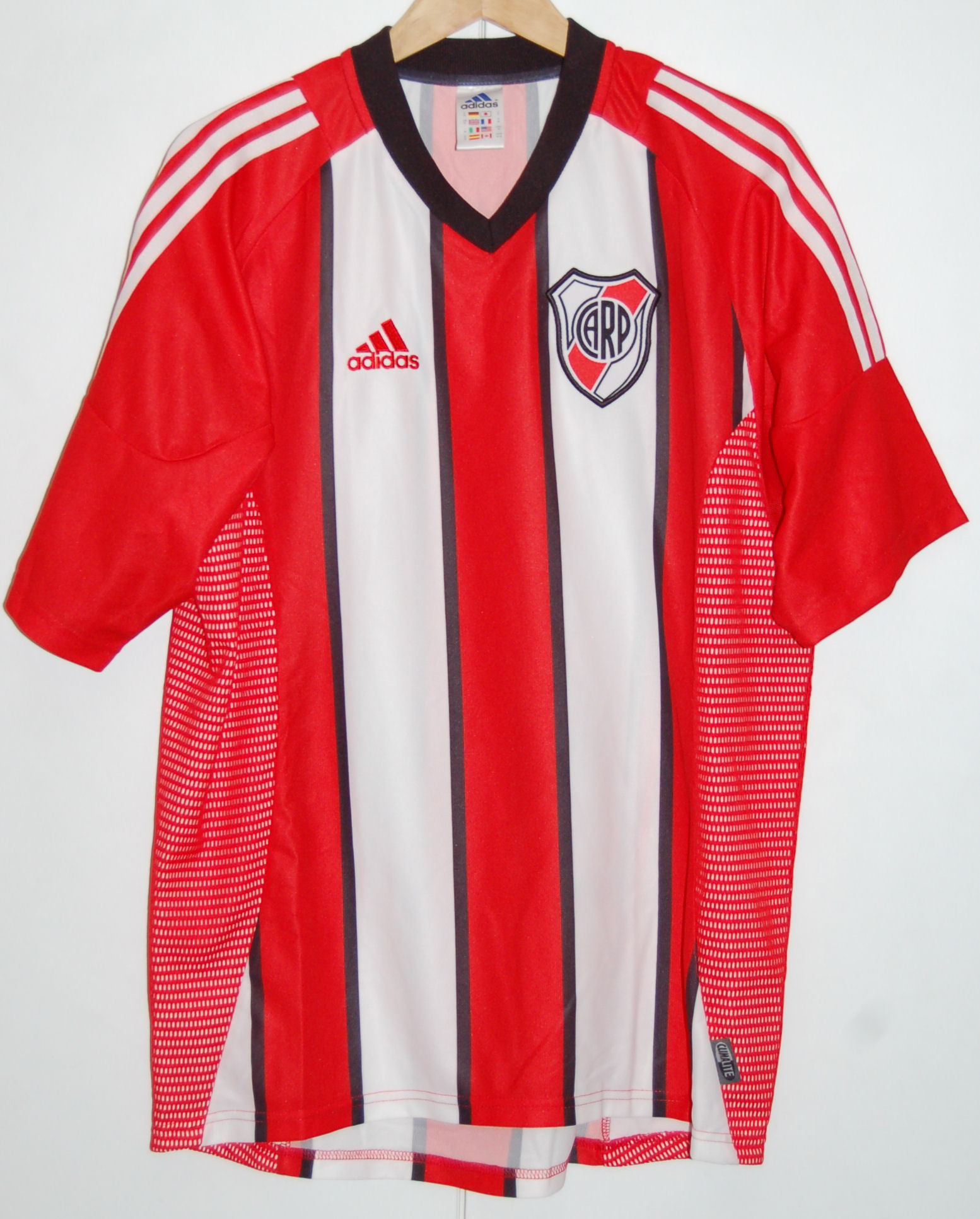
Drittes Trikot von 2002

Bei Heimspielen kommt traditionell das weiße Hemd mit dem roten Diagonalstreifen von Rechts oben nach Links unten mit schwarzer Hose zum Einsatz. Auswärts werden stilisiert in unregelmäßigen Abständen schwarze, bzw. rote Trikots getragen. Das dritte Trikot trägt traditionell Vertikalstreifen in Rot, Weiß mit schwarzen Elementen.

## Spitznamen

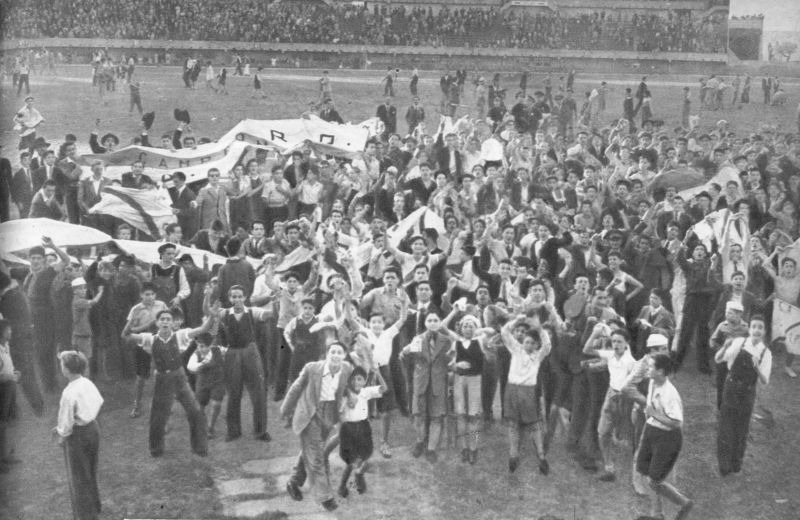
Fans stürmen auf das Feld, um die Meisterschaft 1945 zu feiern.

Den Spitznamen Los Millonarios (die Millionäre) erhielt der Klub Anfang der 1930er-Jahre aufgrund der Transfers von Carlos Peucelle (1931, 10 Millionen Pesos) und Bernabé Ferreyra (1932, 35 Millionen Pesos), welche River großteils mit Gold bezahlte. In den Jahren 1978 bis 1981 war River Plate bekannt als eines der teuersten Teams weltweit. Die Fans sind stolz auf diesen Namen, da er doch auch als Gegensatz zu den Boca Juniors zu verstehen ist, die aus dem armen Hafenviertel kommen.
Gegnerische Fans bezeichnen River und seine Fans gern als Gallinas (Hühnchen). Dieser Spitzname stammt von einer Begegnung mit CA Peñarol, einem sehr erfolgreichen Klub aus Uruguay. River führte bereits 2:0, verlor das Spiel allerdings noch 2:4. Allerdings wird die Bezeichnung von River-Fans als weniger beleidigend empfunden, da das Stadion in ihren Fangesängen öfter ironisch als Gallinero bezeichnet wird. Nach dem Motto, lieber ein Gallina als ein Bostero sein, wie River-Fans die Anhänger von Boca Junior nennen. Bosteros waren die städtischen Bediensteten, welche früher in La Boca die Straßen von Pferdekot gereinigt haben.
Auf Grund des markanten roten Diagonalstreifens des Trikots, wird das Team auch als El equipo de la banda roja (Das Team mit dem roten Band), oder einfach La Banda (was auch „Die Truppe“ bedeuten kann) genannt. Einige Teams der erfolgreichen River-Jahre verdienten sich auch eigene Spitznamen, so zum Beispiel das Team der Jahre 1941 bis 1945, welches La Máquina (Die Maschine) genannt wurde. La Máquina schoss mehr als 700 Tore für River Plate. Als 1996 und 1997 drei argentinische Titel, die Copa Libertadores und die Supercopa Sudamericana gewonnen wurde, nannte die Presse das Team manchmal La Maquinita (Die kleine Maschine). Zu dem Team gehörten unter anderem Enzo Francescoli und Nachwuchsspieler wie Juan Pablo Sorín, Hernán Crespo, Ariel Ortega und Marcelo Gallardo.

## Ehemalige Trainer
- Víctor Caamaño (1931–1932)
- Filippo Pascucci (1933)
- Jenő Medgyessy (1934)
- Emérico Hirschl (1935–1938)
- Víctor Caamaño (1939)
- Ferenc Plattkó (1940)
- Renato Cesarini (1940–1942)
- José María Minella (1947–1959)
- Alejandro Galán (1960)
- José Ramos (1960, ad interim)
- Emérico Hirschl (1961)
- Néstor Rossi (1961–1962)
- José María Minella (1963)
- Ángel Labruna (1963)
- Carlos Peucelle (1963)
- Enrique Fernández (1963)
- José Manuel Moreno Fernández (1963–1964)
- Renato Cesarini (1965–1966)
- Juan Carlos Lorenzo (1967)
- José Zorzenón (1967, ad interim)
- José D’Amico (1967)
- Ángel Labruna (1968–1970)
- Didi (1970–1972)
- Juan Urriolabeitía (1972)
- Osvaldo Diez (1972)
- Delém (1973)
- Néstor Rossi (1974)
- Ángel Labruna (1975–1981)
- Alfredo Di Stéfano (1981–1982)
- Vladislao Cap (1982)
- José Manuel Vázquez (1982, ad interim)
- José Varacka (1983)
- José Ramos Delgado (1983)
- Luis Cubilla (1984)
- Héctor Veira (1984–1987)
- Fernando Areán (1987, ad interim)
- Carlos Griguol (1987–1988)
- César Luis Menotti (1988)
- Martín Pando (1989, ad interim)
- Reinaldo Merlo (1989)
- Daniel Passarella (1989–1994)
- Américo Gallego (1994)
- Carlos Babington (1995)
- Ramón Díaz (1995–1999)
- Delém (2000, ad interim)
- Américo Gallego (2000–2001)
- Ramón Díaz (2001–2002)
- Manuel Pellegrini (2002–2003)
- Leonardo Astrada (2003–2005)
- Reinaldo Merlo (2005)
- Daniel Passarella (2006–2007)
- Jorge Gordillo (2007)
- Diego Simeone (2008)
- Gabriel Orlando Rodríguez (2008)
- Néstor Gorosito (2009)
- Leonardo Astrada (2009–2010)
- Ángel Cappa (2010)
- Juan José López (2010–2011)
- Matías Almeyda (2011–2012)
- Ramón Díaz (2012–2014)
- Marcelo Gallardo (2014–2022)
- Martín Demichelis (2023–2024)
- Marcelo Escudero (2024)
- Marcelo Gallardo (2024–)

## Spieler

### Aktueller Mannschaftskader
Stand: 29. Juli 2025
| Nr. |             | Position | Name                                          |
| --- | ----------- | -------- | --------------------------------------------- |
| 1   | Argentinien | TW       | Franco Armani                                 |
| 2   | Argentinien | AB       | Federico Gattoni (ausgeliehen von FC Sevilla) |
| 4   | Argentinien | AB       | Gonzalo Montiel                               |
| 5   | Argentinien | AB       | Juan Carlos Portillo                          |
| 6   | Argentinien | AB       | Germán Pezzella                               |
| 7   | Argentinien | ST       | Maximiliano Salas                             |
| 8   | Argentinien | ST       | Maximiliano Meza                              |
| 9   | Kolumbien   | ST       | Miguel Borja                                  |
| 10  | Kolumbien   | MF       | Juan Fernando Quintero                        |
| 11  | Argentinien | ST       | Facundo Colidio                               |
| 13  | Argentinien | AB       | Lautaro Rivero                                |
| 14  | Uruguay     | AB       | Sebastián Boselli                             |
| 15  | Argentinien | ST       | Sebastián Driussi                             |
| 16  | Argentinien | AB       | Fabricio Bustos                               |
| 17  | Chile       | AB       | Paulo Díaz                                    |
| 18  | Argentinien | MF       | Pity Martínez                                 |
| 20  | Argentinien | AB       | Milton Casco                                  |

| Nr. |             | Position | Name                  |
| --- | ----------- | -------- | --------------------- |
| 21  | Argentinien | AB       | Marcos Acuña          |
| 22  | Kolumbien   | MF       | Kevin Castaño         |
| 23  | Paraguay    | MF       | Matías Galarza Fonda  |
| 24  | Argentinien | MF       | Enzo Pérez            |
| 25  | Argentinien | TW       | Conan Ledesma         |
| 26  | Argentinien | MF       | Ignacio Fernández     |
| 28  | Argentinien | AB       | Lucas Martínez Quarta |
| 30  | Argentinien | ST       | Franco Mastantuono    |
| 31  | Argentinien | MF       | Santiago Simón        |
| 32  | Argentinien | ST       | Agustín Ruberto       |
| 34  | Argentinien | MF       | Giuliano Galoppo      |
| 38  | Argentinien | ST       | Ian Subiabre          |
| 39  | Argentinien | MF       | Santiago Lencina      |
|     | Argentinien | MF       | Manuel Lanzini        |
|     | Argentinien | MF       | Matías Kranevitter    |
|     | Paraguay    | MF       | Matías Rojas          |

### Ehemalige Spieler

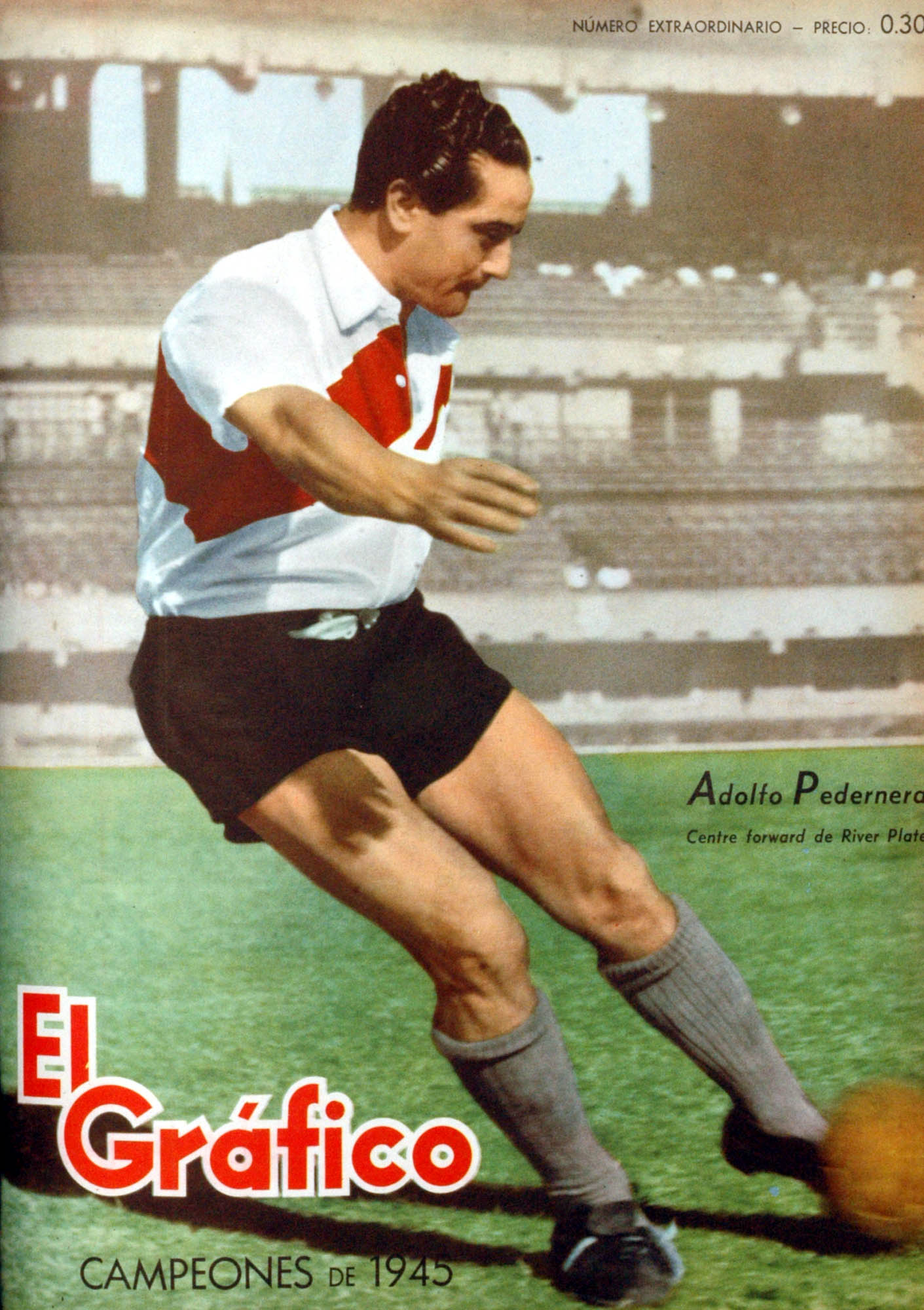
Adolfo Pedernera
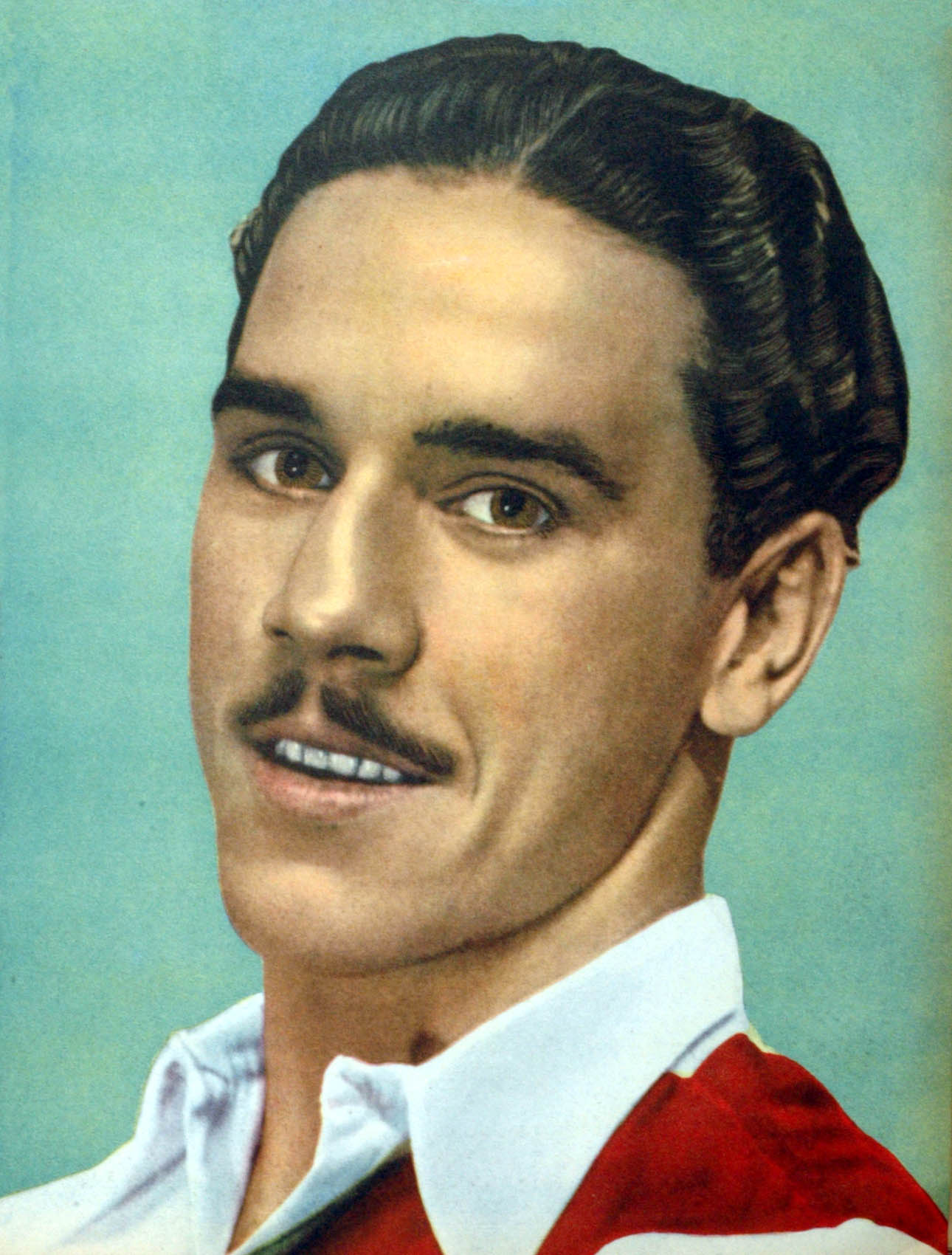
José Manuel Moreno
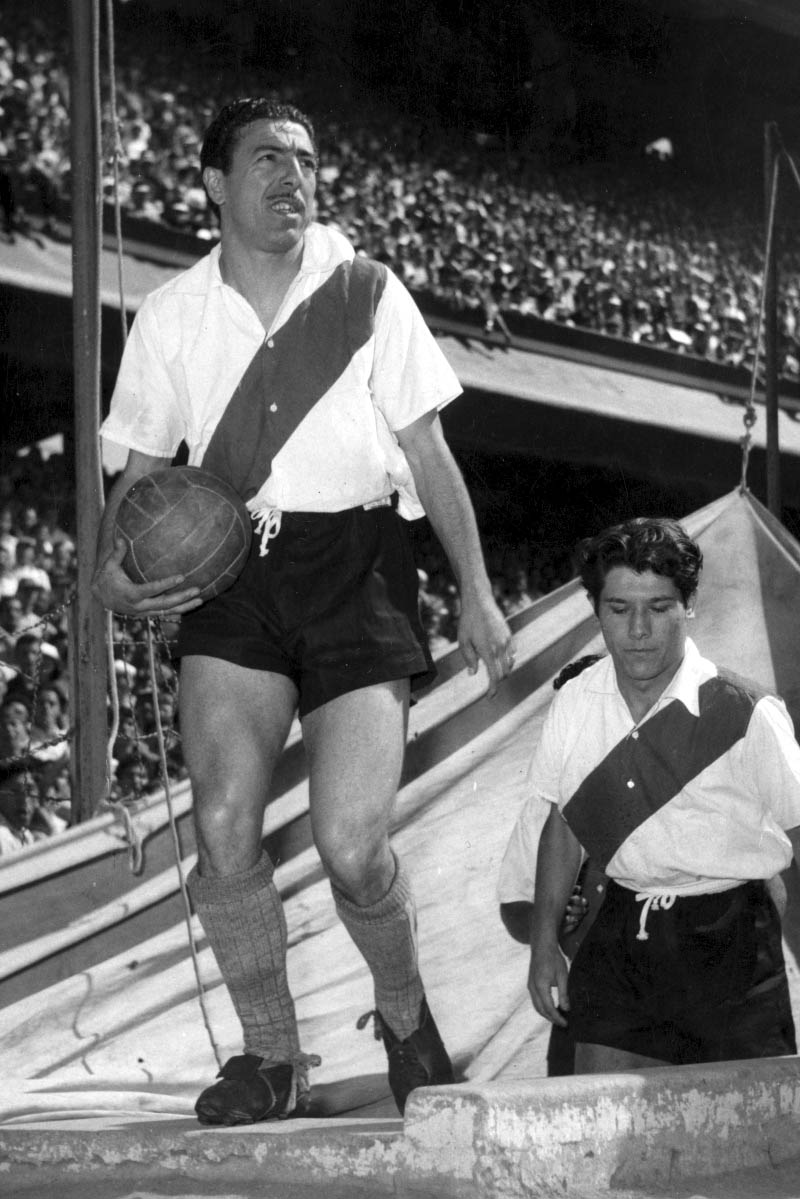
Ángel Labruna
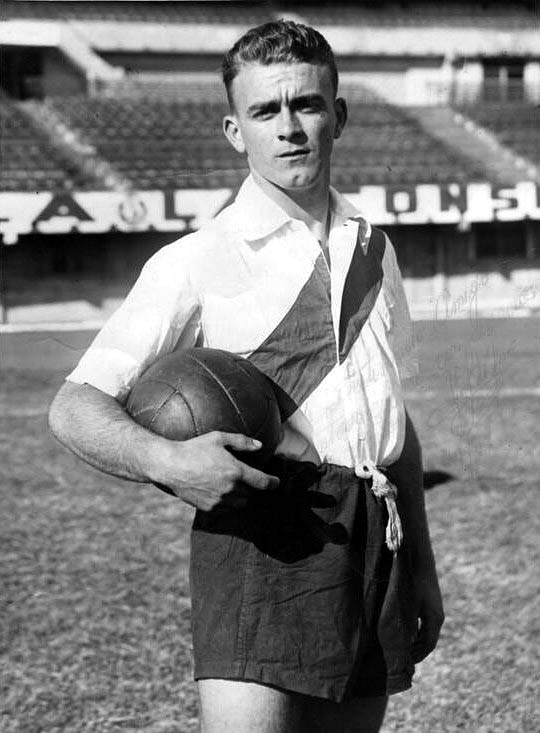
Alfredo Di Stéfano
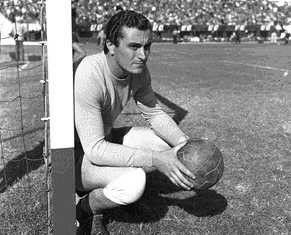
Amadeo Carrizo
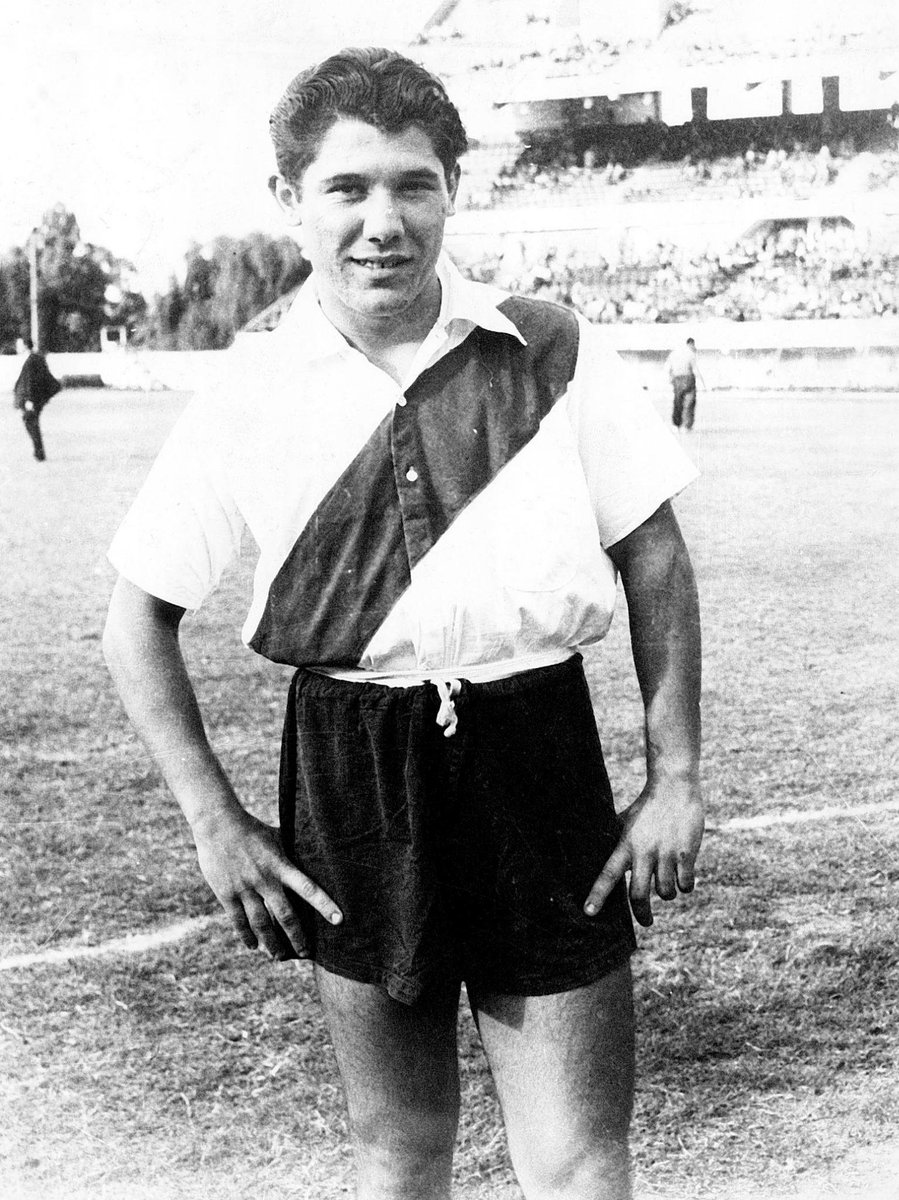
Omar Sívori
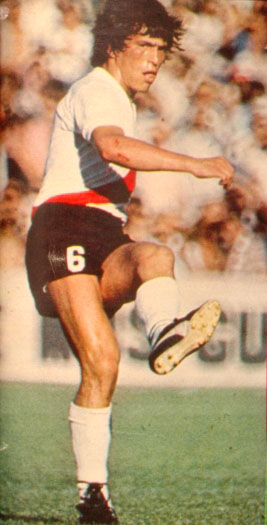
Daniel Passarella
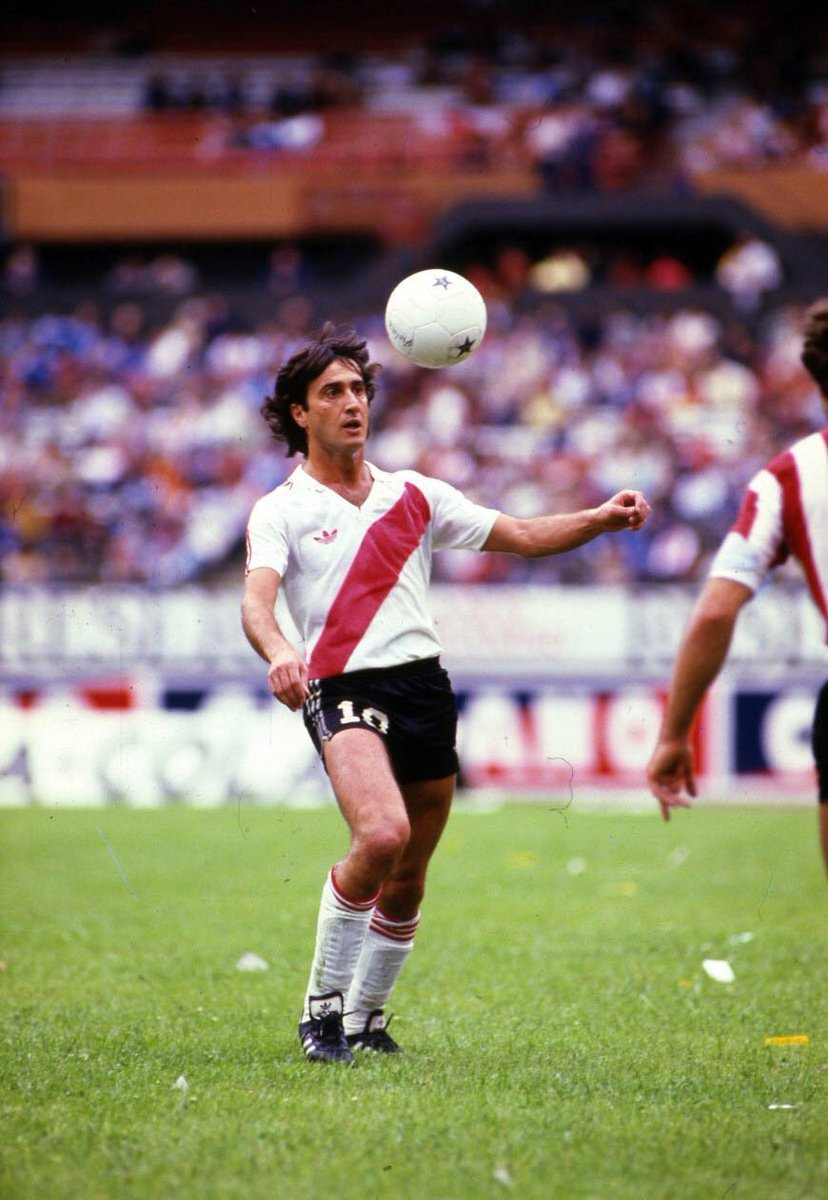
Norberto Alonso
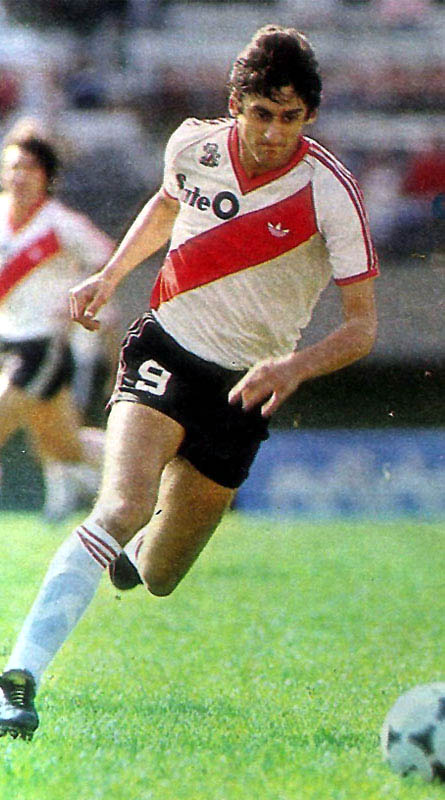
Enzo Francescoli
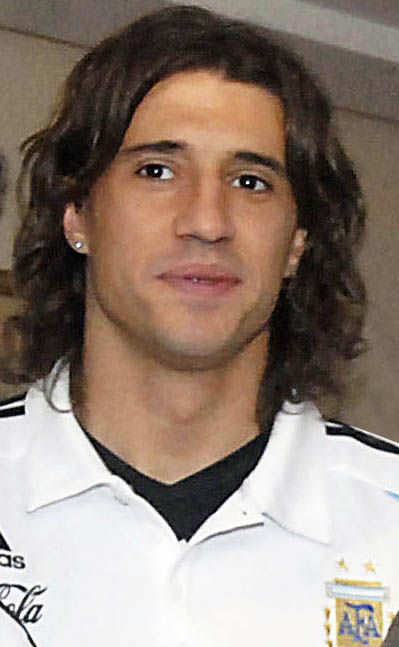
Hernán Crespo
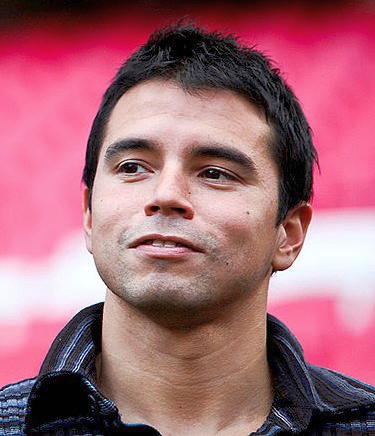
Javier Saviola
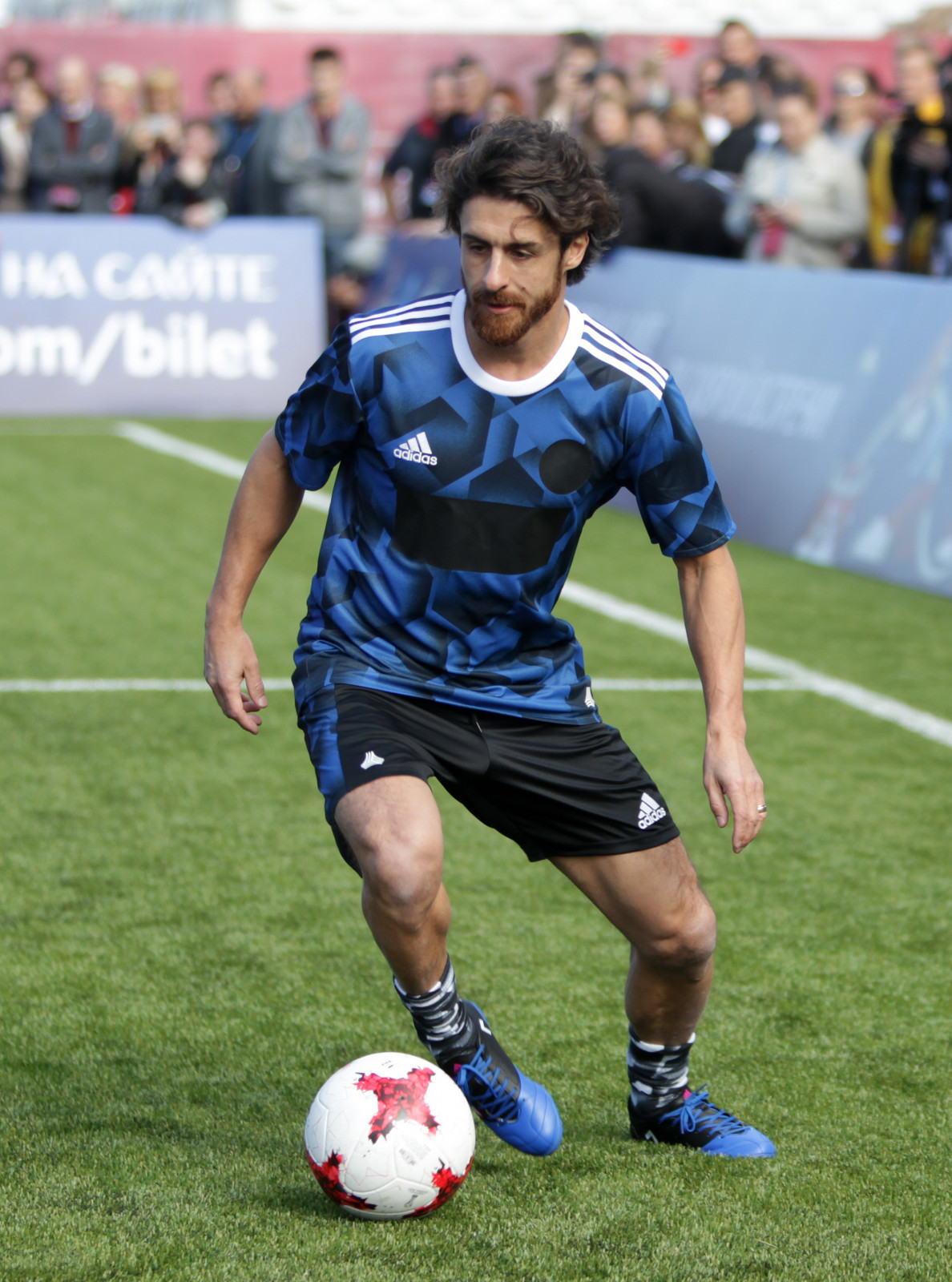
Pablo Aimar
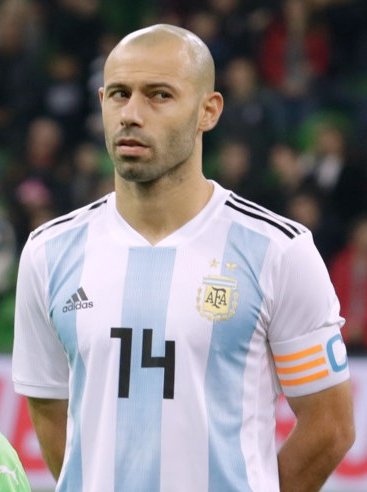
Javier Mascherano
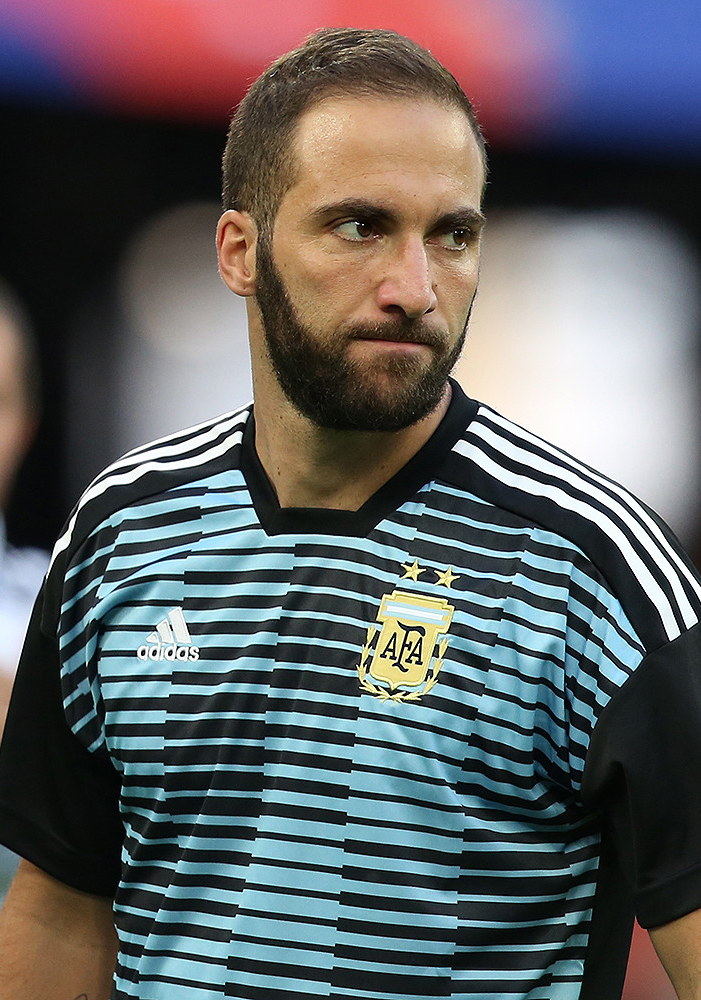
Gonzalo Higuaín

| - Roberto Bonano - Germán Burgos - Amadeo Carrizo - Ubaldo Fillol - Hugo Gatti - Sergio Goycochea - Nery Pumpido | - Leonardo Astrada - Celso Ayala - Roberto Ayala - Eduardo Berizzo - Jorge Borelli - Vladislao Cap - Martín Demichelis - Daniel Passarella - Roberto Perfumo - Diego Placente - Néstor Rossi - Óscar Ruggeri - Juan Pablo Sorín - Ricardo Vaghi - Federico Vairo - José Varacka - Norberto Yácono - Javier Pinola | - Pablo Aimar - Matías Almeyda - Norberto Alonso - Sergio Berti - Esteban Cambiasso - Renato Cesarini - Emilio Commisso - Luis Cubilla - Andrés D’Alessandro - Héctor Enrique - Enzo Fernández - Enzo Francescoli - Marcelo Gallardo - Américo Gallego - Luis González - Juan José López - Javier Mascherano - Reinaldo Merlo - José María Minella - Ermindo Onega - Ariel Ortega - Roberto Pereyra - Carlos Peucelle - Alejandro Sabella - Santiago Solari | - Julián Álvarez - Antonio Alzamendi - Juan Pablo Ángel - Luis Artime - Abel Balbo - Claudio Caniggia - Fernando Cavenaghi - Hernán Crespo - Ramón Díaz - Alfredo Di Stéfano - Bernabé Ferreyra - Walter Gómez - Gonzalo Higuaín - Mario Kempes - Ángel Labruna - Félix Loustau - Leopoldo Luque - Óscar Mas - José Manuel Moreno - Carlos Manuel Morete - John Jairo Mosquera - Juan Carlos Muñoz - Adolfo Pedernera - Marcelo Salas - Juan Carlos Sarnari - Javier Saviola - Omar Sívori - David Trezeguet - Falcao |

### Top 10 nach Einsätzen und Toren
(Stand: 22. Mai 2010)
| Einsätze                       | Einsätze           | Einsätze                        | Einsätze |
| ------------------------------ | ------------------ | ------------------------------- | -------- |
| 1                              | Reinaldo Merlo     | 1969–1984                       | 526      |
| 2                              | Amadeo Carrizo     | 1945–1958                       | 520      |
| 3                              | Angel Labruna      | 1939–1959                       | 515      |
| 4                              | Norberto Yácono    | 1938–1953                       | 393      |
| 5                              | Óscar Mas          | 1964–1973, 1974–1977            | 382      |
| 6                              | Norberto Alonso    | 1970–1976, 1977–1981, 1983–1987 | 502      |
| 7                              | Félix Loustau      | 1942–1957                       | 365      |
| 8                              | Ubaldo Fillol      | 1974–1983                       | 360      |
| 9                              | Leonardo Astrada   | 1988–2000, 2001–2003            | 339      |
| 10                             | José Manuel Moreno | 1935–1944, 1946–1948            | 320      |
| * = noch bei River Plate aktiv |                    |                                 |          |

| Tore                           | Tore                 | Tore                            | Tore |
| ------------------------------ | -------------------- | ------------------------------- | ---- |
| 1                              | Angel Labruna        | 1939–1959                       | 293  |
| 2                              | Óscar Mas            | 1964–1973, 1974–1977            | 198  |
| 3                              | Bernabé Ferreyra     | 1932–1939                       | 187  |
| 4                              | José Manuel Moreno   | 1935–1944, 1946–1948            | 180  |
| 5                              | Norberto Alonso      | 1970–1976, 1977–1981, 1983–1987 | 149  |
| 6                              | Adolfo Pedernera     | 1935–1946                       | 131  |
| 7                              | Enzo Francescoli     | 1983–1986, 1994–1997            | 115  |
| 8                              | Carlos Peucelle      | 1931–1941                       | 113  |
| 9                              | Carlos Manuel Morete | 1970–1975                       | 103  |
| 10                             | Félix Loustau        | 1942–1957                       | 101  |
| * = noch bei River Plate aktiv |                      |                                 |      |

### Nationalspieler
1909 debütierte Elías Fernández als erster Millionario für die argentinische Nationalmannschaft im Spiel gegen Uruguay in Montevideo, welches 2:2 endete. Ein Jahr später sollte Fernández in einem Freundschaftsspiel gegen Chile auch das erste Tor eines River-Spielers für die Albiceleste schießen.
Den Einsatzrekord eines River-Spieler hält Daniel Passarella, der in seiner Zeit bei River Plate (1976–1982) 52 Einsätze absolvierte und auch gleichzeitig die meisten Tore (18) eines bei River unter Vertrag stehenden Spielers für die Nationalmannschaft erzielte. Ihm wurde auch die Ehre zuteil, als erster Argentinier den Weltmeisterpokal, als Kapitän der Auswahl zur WM 1978 im eigenen Land, in die Hand zu nehmen. Ein Rekord der nur schwer von einer anderen Mannschaft eingestellt werden kann, wurde während der Qualifikation zur Weltmeisterschaft 1958 gegen Bolivien (4:0) aufgestellt. Mit Carrizo, Pérez, Sola, Vairo, Rossi, Prado, Menéndez, Labruna und Zárate, standen insgesamt neun Spieler von River Plate für die argentinische Auswahl auf dem Platz. River Plate stellte bis heute die meisten (47) Nationalspieler für die argentinische Nationalmannschaft. Abgesehen von der WM 2006 in Deutschland gehörte immer mindestens ein Millonario zum argentinischen Team bei Fußballweltmeisterschaften.